# Saargebiet
Saargebiet (französisch Territoire du Bassin de la Sarre, in wörtlicher Übersetzung „Saarbeckengebiet“) bezeichnet das von 1920 bis 1935 vom Deutschen Reich abgetrennte Industriegebiet an der mittleren Saar. Mit einer Fläche von 1912 km² und 770.030 Einwohnern (1927) umfasste es den Südteil des Regierungsbezirks Trier der preußischen Rheinprovinz und den Westteil der bayerischen Pfalz. Es war in der Fläche um ein Viertel kleiner als das heutige Saarland. In den Artikeln 45 bis 50 des Versailler Vertrags wurde das Saarbecken als Mandatsgebiet dem Völkerbund auf 15 Jahre übertragen und fremder Verwaltung unterstellt. Danach war ein Plebiszit über seine staatliche Zugehörigkeit abzuhalten. Bis dahin blieb es völkerrechtlich Teil des Deutschen Reichs. Frankreich erhielt als Beitrag zur wirtschaftlichen Wiedergutmachung seiner Kriegsschäden das Eigentum an den Steinkohlegruben und das Recht auf deren alleinige Ausbeutung.
Am 13. Januar 1935 fand das vorgesehene Plebiszit („Saarabstimmung“) statt, in dem 90,7 Prozent für die Zugehörigkeit zu Deutschland stimmten. Infolgedessen gelangte das Saargebiet vollständig zum Deutschen Reich zurück. Es fiel jedoch nicht an Preußen oder Bayern, sondern wurde als „Reichsland Saarland“ einem Reichskommissar unterstellt.

## Name
Die Begriffe Bassin de la Sarre und Territoire du Bassin de la Sarre des französischen Vertragstextes wurden in der deutschen diplomatischen Übersetzung im Reichsgesetzblatt mit „Saarbecken“ und „Saarbeckengebiet“ wiedergegeben. Der französische Begriff Bassin mit der Bedeutung „Becken, Flussgebiet, Kohlenrevier“ hat einen anderen Bedeutungsumfang als das deutsche Wort. Die Regierungskommission verwendete im Amtsblatt 1920 verschiedene Namen nebeneinander, neben „Saarbecken“ auch „Saargebiet“ (wie das Schwerindustriegebiet an der Saar seit den 1890er Jahren zumeist bezeichnet wurde) und „Saarland“. Als Kurzformen wurden im Französischen la Sarre und im Deutschen „die Saar“ verwendet, als Adjektive sarrois bzw. „saarländisch“, da es zu „Saar“ oder „Saargebiet“ kein Adjektiv gibt. Die Namensfindung blieb lange politisch umstritten.

## Grenzen

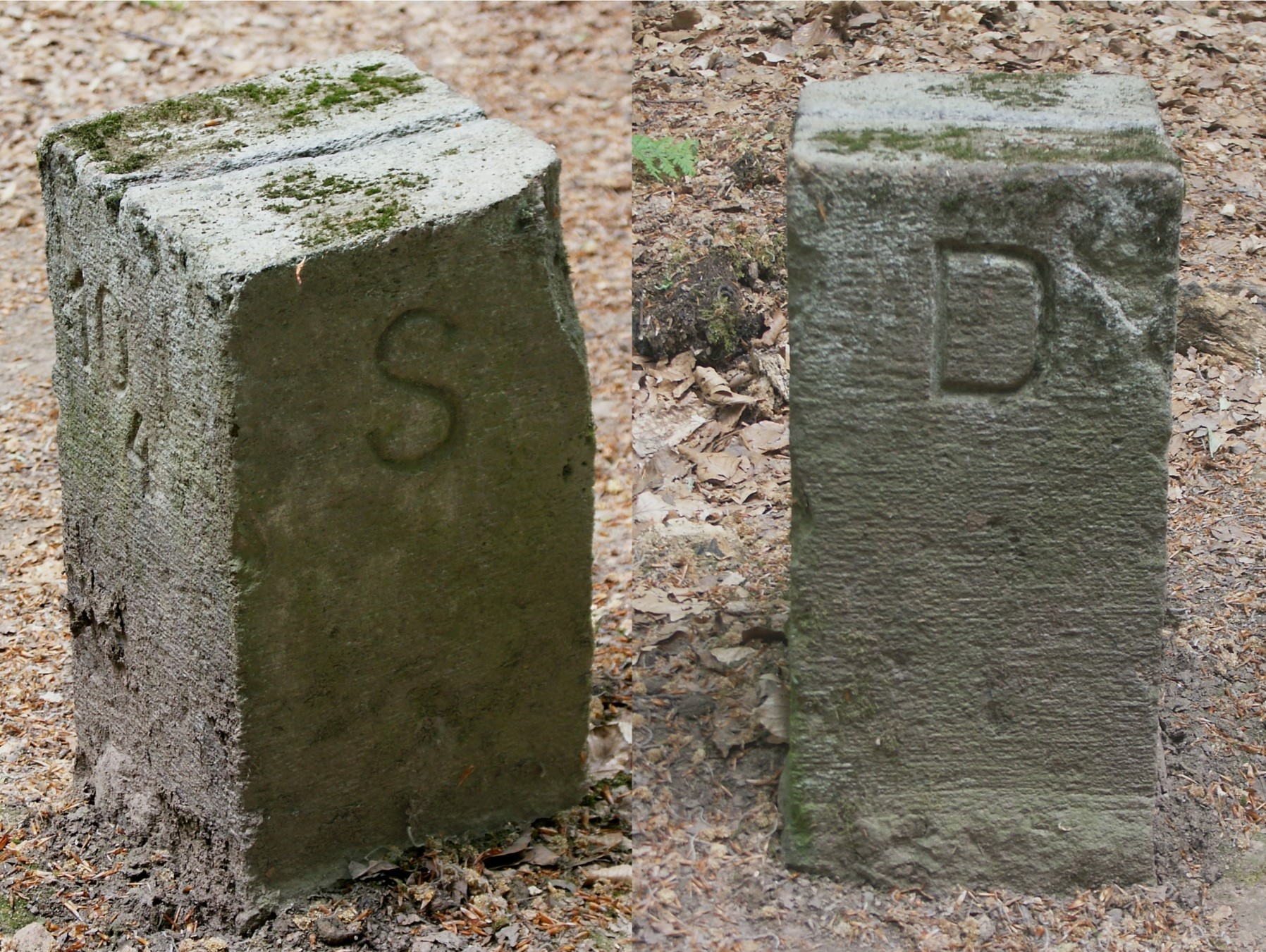
Markierungsstein der ehemaligen Grenze Saargebiet/Deutschland bei Theley (2011)

Die Grenzen des Saargebiets wurden durch Artikel 48 des Versailler Vertrags festgelegt. Die Grenzziehung bezog die Wohnorte der Bergleute, die in den Kohlengruben des Saarreviers arbeiteten, mit ein. Das Gebiet umfasste an preußischen Gebietsteilen die kreisfreie Großstadt Saarbrücken, die Kreise Saarbrücken, Ottweiler und Saarlouis sowie Teile der Kreise Merzig und St. Wendel, an bayerischen Gebietsteilen das Bezirksamt St. Ingbert sowie Teile der Bezirksämter Homburg und Zweibrücken. Während die Grenze des Saargebiets gegen Frankreich und Preußen durch Verwaltungsgrenzen bestimmt war, folgte die Grenzziehung gegen Oldenburg und Bayern topografischen Gegebenheiten, so dass eine Festlegung der Grenzlinie im Gelände erforderlich war. Diese Arbeit wurde einem Ausschuss von fünf Mitgliedern übertragen (davon eines von Frankreich, eines von Deutschland und drei vom Rat des Völkerbundes ernannt). Der Ausschuss legte seine Ergebnisse am 20. Dezember 1920 in Paris für alle Beteiligten bindend nieder. Die Grenzlinie wurde 1921 in Form von zwei Atlanten mit Karten im Maßstab 1:2.500 publiziert.
Die neue Saargebietsgrenze trennte gewachsene Familien-, Verwaltungs- und Wirtschaftsbeziehungen, schnitt die Städte St. Wendel, Homburg und Zweibrücken von Teilen ihres Umlands ab und war bei der Bevölkerung unbeliebt. Dazu trugen nach der Errichtung der Zollgrenze die Zollkontrollen und Zollformalitäten noch bei. Der Wunsch nach Abschaffung der ungeliebten Saargebietsgrenze war eines der Motive für das Abstimmungsverhalten der Saarländer 1935.

## Verwaltung

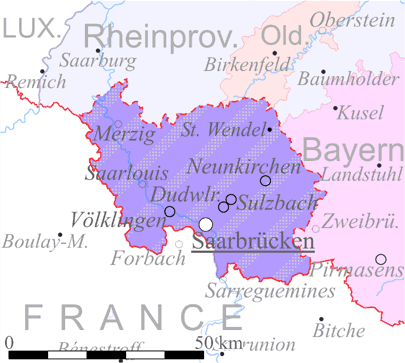
Karte des Saargebiets 1920–1935

Mit Inkrafttreten des Versailler Vertrags am 10. Januar 1920 wurde das Saargebiet für 15 Jahre dem Mandat des Völkerbundes unterstellt. Am 27. Februar 1920 löste die vom Völkerbund ernannte Regierungskommission des Saargebietes (Commission de gouvernement du Bassin de la Sarre) die bisherige französische Militärverwaltung ab. Die fünfköpfige Regierungskommission bestand aus einem Franzosen, einem aus dem Saargebiet stammenden Nicht-Franzosen und drei Mitgliedern anderer Nationen, die weder Deutsche noch Franzosen sein durften. Die Völkerbundregierung stützte sich nur auf das französische Militär; die Bevölkerung stand nicht hinter ihr. Durch Verordnung der Regierungskommission vom 24. März 1922 wurde ein Landesrat eingerichtet, der die Interessen der Bevölkerung vertreten sollte und der eine beratende Funktion besaß.
| Name                       | Von              | Bis            | Nationalität           |
| -------------------------- | ---------------- | -------------- | ---------------------- |
| Victor Rault               | 26. Februar 1920 | 18. März 1926  | Frankreich             |
| George Washington Stephens | 18. März 1926    | 08. Juni 1927  | Kanada                 |
| Ernest Wilton              | 08. Juni 1927    | 01. April 1932 | Vereinigtes Königreich |
| Geoffrey Knox              | 01. April 1932   | 01. März 1935  | Vereinigtes Königreich |

Für die Gerichtsorganisation im Saargebiet siehe dort.

## Geschichte

### Entstehung des Saargebiets

#### Das Gebiet an der Saar im Ersten Weltkrieg
Das spätere Saargebiet blieb im Ersten Weltkrieg (1914–1918) von den unmittelbaren Kampfhandlungen weitgehend unberührt. Als eines der bedeutendsten deutschen Industriereviere, unweit der Grenze zu Frankreich gelegen und eng mit der Montanindustrie im von Frankreich beanspruchten Lothringen verbunden, kam der Region jedoch eine kriegswichtige Bedeutung zu. Dies verschärfte sich noch dadurch, dass sich die Westfront ab Herbst 1914 mitten durch das bedeutsame nordfranzösische Kohlerevier zog. Durch die mehrjährigen Kampfhandlungen musste die Förderung dort eingestellt werden und viele Anlagen wurden erheblich beschädigt. Hinzu kamen Demontagen und gezielte Zerstörungen in dem vom Deutschen Reich kontrollierten Teil. Dies führte auf französischer Seite zum Wunsch nach Ausgleich für den erlittenen Verlust an Industrie.
Im November 1917 veröffentlichten die russischen Bolschewiki, die kurz zuvor in der Oktoberrevolution die Macht in Russland übernommen hatten, die Korrespondenz zwischen der französischen Regierung Briand und der Regierung des russischen Zaren Nikolaus II. Dadurch wurde bekannt, dass Frankreich und Russland am 12. Februar 1917 ein geheimes Abkommen geschlossen hatten, in dem unter anderem Frankreich das Territorium an der Saar nach einem Sieg für sich beanspruchte. Der wesentliche Grund hierfür lag in der Abhängigkeit der Industrie in Lothringen von der Kohle aus dem Saargebiet, welche sich aufgrund des schwer beschädigten nordfranzösischen Kohlereviers auf Jahre hinaus nicht ersetzen lassen würde. Die Rückangliederung Elsaß-Lothringens gehörte offiziell zu den Kriegszielen Frankreichs. Damit Frankreich hierdurch nicht in eine erneute Abhängigkeit von Deutschland geriete, sei, so das mit der Untersuchung der Frage beauftragte Comité d’études, auch die Annexion des Kohlereviers an der Saar unumgänglich.
Nachdem die militärische Lage für das Deutsche Reich im Verlauf des Jahres 1918 aussichtslos geworden war, stimmte die Reichsregierung schließlich Waffenstillstandsverhandlungen zu. Am 11. November 1918 wurde eine entsprechende Vereinbarung unterzeichnet und der Erste Weltkrieg endete. Gemäß der vereinbarten Bedingungen demobilisierte das Deutsche Reich weite Teile seiner Truppen und zog diese auf das rechte Rheinufer zurück. Die linksrheinischen Gebieten, und damit auch das spätere Saargebiet, wurden von den Alliierten besetzt. Im Februar 1919 begann die Pariser Friedenskonferenz, in der die Siegermächte und ihre Verbündeten unter Ausschluss der besiegten Staaten die Friedensbedingungen aushandelten.

#### Das Saargebiet in den Pariser Friedensverhandlungen

Gebietsverluste Deutschlands nach dem Ersten Weltkrieg (farblich schraffierte Flächen)

In diesen Pariser Verhandlungen brachte am 17. März 1919 der französische Ministerpräsident Georges Clemenceau erstmals den Vorschlag einer Annexion des Saargebiets durch Frankreich ein. Die Angelegenheit wurde im Rat der Vier am 28. März 1919 erneut diskutiert und führte zu einer ernsten Krise. Sowohl Großbritannien als auch die USA lehnten den Anschluss des Saargebiets an Frankreich entschieden ab. Insbesondere US-Präsident Woodrow Wilson wandte sich gegen den Umstand, dass 300.000 deutschsprachige Einwohner im Saargebiet, ohne selbst gefragt zu werden, unter französische Herrschaft kommen sollten. Er sah darin das von ihm nachdrücklich vertretene Selbstbestimmungsrecht der Völker verletzt. Was die Kontrolle der Kohlebergwerke an der Saar anging, zeigten sich beide aufgeschlossener. Der britische Premier David Lloyd George konnte sich ihre dauerhafte Abtretung an Frankreich vorstellen, Wilson brachte hingegen den Vorschlag einer zeitlich befristeten Kontrolle ins Spiel.
Die Verhandlungen wurden am Folgetag fortgesetzt, wobei Frankreich einen veränderten Vorschlag einbrachte. Das Saargebiet würde dem geplanten Völkerbund unterstellt, der es dann Frankreich als Mandatsgebiet zur Verwaltung übergebe. Die Kohlebergwerke würden in französischen Besitz übergehen, über die staatliche Zugehörigkeit des Saargebiets würde jedoch erst nach Ablauf einer Frist von 15 Jahren entschieden. Die Bewohner des Saargebiets würden bis dahin ihre deutsche Staatsbürgerschaft behalten, wären jedoch nicht wahlberechtigt für den Reichstag. Alle Bewohner hätten das Recht, zu jedem Zeitpunkt die Annahme der französischen Staatsbürgerschaft zu fordern. Gemeinden, in denen eine Mehrheit der Einwohner Franzosen sei oder in denen der Gemeinderat dies mit Mehrheit beschließe, würden unmittelbar an Frankreich angeschlossen. Nach Ablauf der 15-Jahres-Frist hätten sich alle deutschen Einwohner des Saargebiets verbindlich zur Frage der Staatsbürgerschaft zu entscheiden. Auch dieser Vorschlag wurde von Großbritannien und den USA abgelehnt. Jedoch einigte man sich am 31. März 1919, die Übertragung der Kohlebergwerke im Saargebiet an Frankreich in den Vertragsentwurf aufzunehmen, unter der Bedingung, dass der freie Verkehr von Waren und Personen zwischen dem Saargebiet und dem Deutschen Reich nicht unterbrochen werden dürfe. Zugleich wurde eine Commission on the Saar ‚Kommission für die Saar‘ eingesetzt, die die Frage weiter behandeln sollte.
Die „Kommission für die Saar“ trat erstmals am 4. April 1919 zusammen, ihre Mitglieder waren der französische Politiker André Tardieu (Vorsitz), der britische Historiker James Headlam-Morley sowie der US-amerikanische Mediävist Charles Homer Haskins. Nach nur wenigen Tagen legte die Kommission einen Kompromissvorschlag vor. Ausgehend von dem Gedanken, dass Frankreich die Kohlebergwerke kontrollieren, das Saargebiet jedoch nicht von Deutschland abgespalten werden sollte, wurden hierzu passende ökonomische Regelungen entworfen. Bei der Ausarbeitung kamen die Kommissionsmitglieder zum Ergebnis, dass ein solches Regelungswerk nur funktionieren könne, wenn es durch ein unabhängiges Kontrollgremium beaufsichtigt werde. Sie schlugen die Einsetzung einer fünfköpfigen Schlichtungskommission vor, in der neben Deutschland und Frankreich mit je einem Mitglied, der Völkerbund mit drei weiteren Mitgliedern vertreten sein solle. Nach 15 Jahren sei unter Aufsicht des Völkerbundes eine Volksbefragung über die weitere Gebietszugehörigkeit im Saargebiet durchzuführen, deren Ergebnis vom Völkerbund bei der letztlichen Entscheidung der Frage zu berücksichtigen sei. Sollten sich daraus Gebietsabtretungen an Frankreich ergeben, habe Deutschland dies dann zu akzeptieren.
Der Vorschlag wurde am 8. April im Rat der Vier diskutiert. Clemenceau machte deutlich, dass Frankreich einen Verbleib des Saargebiets als Teil des Deutschen Reiches nicht hinnehmen werde, mit allen anderen Bedingungen aber einverstanden sei. Am 9. April brachte Wilson einen abgeänderten Vorschlag ein, der die Aussetzung der deutschen Souveränität über das Saargebiet für 15 Jahre vorsah. In dieser Zeit würde ein unabhängiges Gremium unter Aufsicht des Völkerbundes die volle Regierungsgewalt im Gebiet ausüben. Am Ende der Frist sei wie bereits vorgeschlagen ein Plebiszit zur abschließenden Klärung der Gebietszugehörigkeit abzuhalten. Unter der Bedingung, dass die Bewohner des Saargebiets kein Wahlrecht zum deutschen Reichstag haben würden und dass die einzusetzende Regierungskommission ausdrücklich auch das Recht zur Neubesetzung der Verwaltungsleitungen habe, stimmte Clemenceau am 10. April 1919 schließlich zu. Für das Plebiszit war zunächst nur die Wahlmöglichkeit „Frankreich“ oder „Deutschland“ vorgesehen. Einvernehmlich einigte man sich jedoch in den folgenden Wochen, zusätzlich auch den „Status quo“, also den Verbleib als Mandatsgebiet des Völkerbundes, zur Abstimmung zu stellen.

#### Der Entwurf des Versailler Vertrags
Am 7. Mai 1919 wurde der Reichsregierung der Entwurf des Versailler Vertrags übermittelt. In Kapitel 3, Abschnitt 4 unter der Überschrift „Saarbecken“ waren dort die grundsätzlichen Regelungen zum späteren Saargebiet in den Artikeln 45–50 enthalten. Hinzu kam eine wiederum in drei Kapitel gegliederte Anlage, die detaillierte Ausführungen zur „Abtretung und Ausbeutung der Kohlegruben“ (Kapitel 1), der „Regierung des Gebietes des Saarbeckens“ (Kapitel 2) sowie zur „Volksabstimmung“ (Kapitel 3) machte.
Der Entwurf sah vor, dass alle Kohlebergwerke im Gebiet in den Besitz Frankreichs übergingen. Weiterhin hatte Deutschland die Regierungsgewalt über das Gebiet an den Völkerbund zu übertragen, der diese als Treuhänder für eine Frist von 15 Jahren nach Inkrafttreten des Vertrags ausüben würde. Am Ende dieser Zeitspanne solle die Bevölkerung in einer Volksabstimmung mitteilen, unter welche Staatshoheit sie zu treten wünsche.
Um die Kohlebergwerke ausbeuten zu können, würde Frankreich das Recht zustehen, Arbeitskräfte von außerhalb in das Gebiet zu bringen und für deren Ausbildung und ihrer Kinder französischsprachige Schulen zu gründen. Weiterhin solle das Gebiet nach einer Übergangsfrist von fünf Jahren vollständig unter die französische Zollhoheit fallen. Die Nutzung der französischen Währung wäre von Beginn an zulässig. Jedoch dürften auf alle Güter der Montanindustrie, die aus und nach Deutschland gingen, keine Zölle erhoben werden. Alle sonstigen im Saargebiet erhobenen Zolleinnahmen hätten dem dortigen Haushalt zuzufließen.
Die Regierungsgewalt solle durch eine internationale Kommission ausgeübt werden, der ein Franzose, eine im Saargebiet gebürtige Person ohne französische Staatsbürgerschaft, sowie drei Personen die weder Deutsche noch Franzosen seien, angehören würden. Der Völkerbundsrat würde festlegen, welches Mitglied den Vorsitz ausübe. Die Kommission selbst würde nach einfacher Mehrheit entscheiden. Alle Mitglieder wären jeweils auf ein Jahr vom Völkerbund ernannt und würden ein von diesem festgelegtes Gehalt bekommen, dass aus den Einkünften des Saargebiets zu bestreiten war. Die Kommission würde alle Staatsgewalt ausüben, die bislang beim Deutschen Reich, Preußen oder Bayern lag. Sie wäre ausdrücklich befugt, jegliches Leitungspersonal in den Verwaltungen des Saargebiets nach ihrem Ermessen zu benennen oder zu entlassen und gegebenenfalls neue Behörden einzurichten. Im Saargebiet dürfe jedoch kein Militär stationiert oder Befestigungsanlagen errichtet werden. Einzig die Aufstellung einer Gendarmerie sei zulässig. In Streitfällen über die Auslegung der Vertragsbestimmungen käme der Kommission das Letztentscheidungsrecht zu.
Die bestehenden Gerichte blieben erhalten, jedoch würde die Kommission eine eigene übergeordnete Gerichtsbarkeit, für Berufungen und Rechtsfragen außerhalb der Kompetenz der örtlichen Gerichte, einsetzen. Für alle Bewohner des Saargebiets würde die Unverletzlichkeit der Person und des Eigentums garantiert, sie wären von jedem Militärdienst befreit. Weiterhin würde die Religions- und Sprachfreiheit garantiert. Sowohl die gewählten Vertretungen in den Gemeinden als auch das Schulwesen würden fortbestehen. Falls die Kommission Steuern oder Gesetze einführen oder ändern würde, hätte sie die gewählten Vertretungen beratend hinzuzuziehen.
Beim Plebiszit würde über drei Möglichkeiten (Status quo, Frankreich oder Deutschland) abzustimmen sein. Teilnahmeberechtigt wären alle Männer und Frauen, die am Tag der Abstimmung das 20. Lebensjahr vollendet hatten und bereits am Tag der Unterzeichnung des Vertrags ihren Wohnsitz im Saargebiet hatten. Alle weiteren Bedingungen des Plebiszits würde der Völkerbund festlegen, der auch abschließend über die Frage entscheide, unter welche Oberhoheit das Saargebiet schließlich falle.
Sollte das Gebiet letztlich Deutschland zugeschlagen werden, hätte dieses die Kohlebergwerke des Saargebiets von Frankreich in Gold abzukaufen. Der konkrete Kaufpreis sei von einem dreiköpfigen Expertengremium festzulegen, wobei Deutschland und Frankreich je ein Mitglied bestimmen würden, und das dritte Mitglied vom Völkerbund auszusuchen sei, dieses jedoch weder Deutscher noch Franzose sein dürfe. Falls Deutschland nicht in der Lage sei, diesen Kaufpreis innerhalb von sechs Monaten aufzubringen, würde das Saargebiet an Frankreich fallen.

#### Die endgültige Regelung zum Saargebiet
In ihrer Antwort vom 13. und 16. Mai 1919 protestierte die Reichsregierung nachdrücklich gegen die vorgebrachten Regelungen. Sie wandte sich einerseits gegen die Besitzübertragung der Kohlebergwerke an Frankreich, zeigte sich jedoch bereit, die im Saargebiet gewonnene Kohle als Reparationen an Frankreich zu liefern. Sie lehnte die Einsetzung der internationalen Regierungskommission ab, die den Bewohnern des Gebiets in keiner Form verantwortlich sei und laut Entwurf nicht einmal ihren Sitz im Saargebiet nehmen müsse. Zuletzt lehnte sie das Plebiszit rundheraus ab, da angesichts einer Einwohnerschaft, die zu 99 % muttersprachlich deutsch war, keinerlei Rechtfertigung für eine Übertragung des Gebiets an Frankreich bestehe.
In ihrer Antwort vom 16. Juni 1919 wies der Rat der Vier die Anschuldigungen weitgehend zurück. Die Internationale Kommission sei dem Völkerbund verantwortlich, insofern könne von Willkür keine Rede sein. Die Reichsregierung übersehe auch den Umstand, dass die Regelung auf 15 Jahre befristet sei. Die Bewohner seien dann frei, über ihre Zukunft zu entscheiden. Als wesentliches Zugeständnis wurde die Klausel über die Zahlung des Rückkaufbetrags für die Kohlebergwerke geändert. Statt einer automatischen Übertragung des Gebiets an Frankreich sechs Monate nach Ausbleiben des geforderten Betrags, wurde die Zahlungsfrist auf ein Jahr verlängert. Zugleich würde der Völkerbund anschließend das Recht erhalten, den ausstehenden Betrag auch auf anderen Wegen, beispielsweise durch eine Beschlagnahmung von Eigentum des Deutschen Reichs, einzutreiben. Eine Gebietsübertragung durch Zahlungsausfall war damit sehr unwahrscheinlich geworden.
Der Versailler Vertrag, und damit alle Vereinbarungen zum Saargebiet, wurde am 28. Juni 1919 unterzeichnet. Tatsächlich in Kraft trat er jedoch erst nach der Ratifizierung durch alle unterzeichnenden Staaten am 10. Januar 1920. Mit diesem Tag wurde auch der Völkerbund ins Leben gerufen, der an diesem Tag auch unmittelbar die Regierungshoheit im Saargebiet von den bis dahin eingesetzten französischen Militärbehörden übernahm.
Auf dem Gebiet des heutigen Saarlandes endete die Monarchie mit der Ausrufung der republikanischen Staatsform am 7. November 1918 für den bayerischen Landesteil, am 9. November 1918 für den preußischen Landesteil und am 11. November 1918 mit dem Thronverzicht des Großherzogs Friedrich August für den oldenburgischen Landesteil, nachdem am 7. November 1918 Soldaten, Bürger, die Kommunalverwaltung sowie Landtagsabgeordnete in Oldenburg die staatliche Gewalt an sich gebracht hatten. In den größeren Ortschaften an der Saar übernahmen Arbeiter- und Soldatenräte die Macht und organisierten Bürgerwehren. Mit der Anifer Erklärung vom 13. November 1918 entband der bayerische König Ludwig III. auch alle Beamten und Soldaten des bayerischen Landesteiles des heutigen Saarlandes von ihrem Treueeid. Die Entbindung der preußischen Beamten und Soldaten an der Saar von ihrem Treueeid auf den preußischen König und deutschen Kaiser Wilhelm II. erfolgte erst am 28. November 1918 in Amerongen. Bereits am 22. November marschierten die französischen Besatzungstruppen im Saargebiet ein und beendeten die Revolution.

### Das Saargebiet 1918–1933

#### Von der französischen Besatzung zum Völkerbundmandat
Noch am 9. November 1918 hatten sich in Saarbrücken und anderen Städten Arbeiter- und Soldatenräte gebildet, die in der Folgezeit die faktische Kontrolle in dem Gebiet an der Saar übernahmen. Am 20. November zogen gemäß Waffenstillstandsabkommen die deutschen Truppen ab und mit ihnen auch die Soldatenräte. Am 22. November rückten ebenfalls vertragsgemäß die französischen Truppen ein und das Gebiet wurde unter eine eigenständige Militärverwaltung gestellt. Bereits am 24. November wurden die Arbeiterräte von französischen Truppen aufgelöst. Im Dezember 1918 kam es zu ersten Auseinandersetzungen, als saarländische Bergleute erfolglos versuchten, den wenige Tage zuvor im Deutschen Reich eingeführten Achtstundentag auch für sich einzufordern. Die französische Militärverwaltung blieb bis zum 13. Februar 1920 bestehen.
Um eine geordnete Übergabe der Regierungshoheit vom Deutschen Reich auf den Völkerbund zu vollziehen, setzte die Reichsregierung am 2. Oktober 1919 den bisherigen Landrat und Polizeidirektor in Saarbrücken Carl von Halfern als Verwaltungspräsident für die aus dem Regierungsbezirk Trier ausgegliederten, von Frankreich besetzten „Saarkreise“ ein. Jedoch wurde von Halfern am 8. Dezember 1919 von der französischen Militärregierung aus dem Saargebiet ausgewiesen. Da die Reichsregierung keinen Nachfolger ernannte, blieb diese Funktion bis zur Regierungsübernahme der vom Völkerbund eingesetzten Regierungskommission des Saargebietes unbesetzt.
Ab dem 10. Januar 1920 war die Souveränität des Deutschen Reichs über das Saargebiet ausgesetzt und auf fünfzehn Jahre dem Völkerbund als Treuhänder unterstellt. Völkerrechtlich blieb das Saargebiet weiterhin Teil des Deutschen Reiches, weshalb die Saarländer die deutsche Staatsbürgerschaft behielten, wenngleich einige der daraus erwachsenen Rechte – wie beispielsweise das Wahlrecht zum Deutschen Reichstag – ausgesetzt wurden.

#### Die turbulenten erste Jahre
Mit dem Inkrafttreten des Versailler Vertrags am 10. Januar 1920 wurde sowohl der Völkerbund gegründet als auch das Saargebiet formell eingerichtet. Der Völkerbund nahm die vorgesehene Berufung der Regierungskommission des Saargebiets am 13. Februar 1920 vor. Zunächst ernannte er nur vier Mitglieder: Alfred von Boch (gebürtiger Einwohner des Saargebiets), Victor Rault (Frankreich), sowie Léon Albin Moltke-Huitfeldt (Dänemark) und Jacques Lambert (Belgien). Ursprünglich war auch vorgesehen, den bei der Pariser Friedenskonferenz bereits beteiligten US-Amerikaner Charles Homer Haskins zu berufen. Nachdem der US-Senat jedoch am 19. November 1919 die Ratifizierung des Versailler Vertrags und damit den Beitritt der USA zum Völkerbund abgelehnt hatte, wurde schließlich der Kanadier Richard Deans Waugh zum fünften Mitglied ernannt. Alfred von Boch trat bereits wenige Wochen nach seiner Ernennung aus Protest gegen die ersten Maßnahmen der Regierungskommission wieder zurück, ihm folgte der in Saarlouis lebende Arzt Jacob Hector. In den ersten Jahre konzentrierte sich die Regierungskommission im Saargebiet vorrangig darauf, den reibungslosen Abbau von Kohle durch nun französische Unternehmen zu organisieren. Hingegen wurden für die Vorbereitung des Plebiszits zunächst keinerlei Schritte unternommen.
Die fortgesetzte Anwesenheit französischer Truppen, das Fehlen einer demokratischen Vertretung des Saargebietes als Ganzes (die Gemeindevertretungen blieben bestehen), aber auch das oftmals einseitige Handeln des Völkerbundes bei Konflikten (Deutschland wurde erst 1926 Mitglied, weshalb seine Interessen dort zunächst nicht vertreten waren), führte zu einer breiten Unzufriedenheit der Öffentlichkeit im Saargebiet.
Sowohl die politischen Parteien des Saargebiets, die Presse, als auch weite Teile der Bevölkerung lehnten die Verwaltung durch die Regierungskommission ab. Als deren Ausdruck wurden vor allem die mächtige französische Grubenverwaltung („Mines domaniales de la Sarre“), die französischen Domanialschulen und die Besatzungstruppen wahrgenommen. Viele Bewohner des Saargebiets nutzten partei- und milieuübergreifend jede Gelegenheit, ihr „Deutschtum“ zu zeigen und damit gegen die „Fremdherrschaft“ zu protestieren. Die Parteien verfolgten nahezu geschlossen eine Fundamentalopposition, lehnten jede noch so sinnvolle Entscheidung der Regierungskommission ab und forderten nichts weniger als die sofortige Rückangliederung des Saargebiets an Deutschland.

Die der Regierungskommission auch in der Presse begegnende, ausgesprochen feindliche Haltung beschreibt Sarah Wambaugh: 

“It must be said that besides the many real acts of the Commission many imaginary ones were protested against by the press of the Basin, which adopted from the outset a violent tone against the Commission and was at one time flooding the area and Germany with false news”

„Es muss gesagt werden, dass von der Presse des Saargebiets, die von Beginn an einen feindseligen Ton gegenüber der Kommission anschlug und das Gebiet und Deutschland zeitweise mit Falschnachrichten überflutete, neben vielen tatsächlichen Maßnahmen der Kommission auch gegen viele erfundene protestiert wurde.“

Begleitet wurde die von nahezu allen Parteien und Zeitungen getragene Kampagne gegen die Saargebietsregelung zudem von einer rassistischen Kampagne gegen die von Frankreich eingesetzten Kolonialtruppen im Saargebiet und im Rheinland. Unter dem Schlagwort „Schwarze Schmach“ wurden ab etwa 1920 auch von offiziellen Stellen aus dem Deutschen Reich fortgesetzt Lügen, Verleumdungen und Herabsetzungen entlang rassistischer Stereotype gegenüber den eingesetzten Truppen verbreitet.

#### Wirtschaftliche Dominanz und gescheiterte kulturelle Vereinnahmung

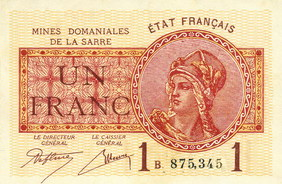
1-Franc-Schein der französischen Saar-Grubenverwaltung mit einer Abbildung der Marianne (1920er Jahre)

Das Saargebiet war wirtschaftlich und politisch von Frankreich abhängig. Das Eigentumsrecht an den Kohlengruben und den Eisenbahnen westlich der Saar erweiterte Frankreich, indem es versuchte, durch Kontrolle der Erz-, Roheisen- und Kohlezufuhr französische Beteiligungen von 60 % an den Saarhütten durchzusetzen und somit die wichtigsten Wirtschaftszweige zu kontrollieren.
Wirtschaftlich wurde das Saargebiet in das französische Zoll- und Währungsgebiet einbezogen. Seit dem 1. Juni 1923 war der französische Franc alleiniges Zahlungsmittel. Nach Ablauf einer fünfjährigen Übergangsfrist wurde am 10. Januar 1925 das Saargebiet in das französische Zollgebiet integriert. Weil das Deutsche Reich nicht nur die Saarkohle verlor, sondern nach der Volksabstimmung in Oberschlesien 1921 außerdem Teile des oberschlesischen Kohlebeckens an Polen abtreten musste, verlor es nahezu die Hälfte seiner Kohlevorkommen. Frankreich vergrößerte dagegen seine Ressourcen bei der damals wichtigsten Energiequelle. Durch die Enteignung des schwerindustriellen Besitzes in Lothringen und weil Luxemburg nicht mehr zum Deutschen Zollverein gehörte, konnte Frankreich das Deutsche Reich in seiner Rolle als größter Eisenproduzent Europas ablösen. Im Saargebiet gab die französische Grubenverwaltung außerdem mit dem „Grubengeld“ Geldscheine zu 50 Centimes, ein Franc sowie zwei Francs als Notgeld aus, da Buntmetalle Mangelware waren (nicht zu verwechseln mit dem nach dem Zweiten Weltkrieg eingeführten Saar-Franken).
Neben der engen wirtschaftlichen Anbindung an Frankreich versuchte die französische Regierung auch, das Saargebiet kulturell zu vereinnahmen. In einer schon auf die Saarabstimmung im Jahre 1935 hin angelegten Strategie versuchte Frankreich von 1920 an durch die Einrichtung von überwiegend französischsprachigen Domanialschulen (Écoles Domaniales) die künftigen Stimmberechtigten in seinem Interesse zu beeinflussen. Diese waren gemäß der Anlage zu Artikel 46 des Versailler Vertrags bei den Gruben angegliedert und unterstanden der Grubenverwaltung. Trotz entsprechender Dementi von französischer Seite, wurde im Saargebiet wurde weithin angenommen, dass die französischen Domanianschulen vorrangig der kulturellen Einflussnahme dienen sollten. Die Presse und die politischen Parteien kolportierten immer wieder, deutsche Familien würden unter Druck gesetzt, ihre Kinder dort zu beschulen, wofür das Schlagwort des „Schulterrors“ geprägt wurde.
Wenn auf französischer Seite tatsächlich die Hoffnung bestand, auf diesem Weg deutschsprachige Familien im späteren Plebiszit zu gewinnen, so wurde jede Breitenwirkung verfehlt. Von 510 Schulen im Saargebiet waren nur 25 Domanianschulen, die von weniger als 3000 deutschsprachigen Kindern besucht wurden. Eine Untersuchung der Regierungskommission Anfang 1930 erbrachte keinen Hinweis auf systematische Einflussnahme der Minenverwaltung auf Beschäftigte und ihre Familien zum Besuch der Schulen. Jedoch erlebten saarländische Familien, die ihre Kinder auf eine sogenannte „Franzosenschule“ schickten, ihrerseits Diskriminierungen durch die ihr soziales Umfeld. Letztlich festigte der jahrelange Schulkampf eher noch die nationalen Einstellungen der Saarländer.
Das Saargebiet erlebte in den ersten Jahren mehrere umfassende Streiks, zunächst der öffentlichen Bediensten im Jahr 1920, dann im Januar 1923 im Zusammenhang mit der Ruhrbesetzung der sogenannte 100-Tage-Streik der Bergleute, der schließlich das gesamte Saargebiet und auch die Eisenbahnen erfasste. Der ab 1922 ins Leben gerufene Landesrat, eine für das gesamte Saargebiet demokratisch gewählte Vertretung mit jedoch rein beratender Funktion, lehnte quasi jede einzelne von der Regierungskommission vorgelegte Maßnahme ab. Zum Völkerbund nach Genf gelangte aus dem Saargebiet ein mehr oder minder ununterbrochener Strom an Petitionen und Einwendungen gegen das Handeln der Regierungskommission.
Hatte Frankreich in den Jahren 1919/1920 noch die Hoffnung gehabt, die Bewohner des Saargebiets binnen 15 Jahren für sich einnehmen und damit das Plebiszit gewinnen zu können, zerschlug sich diese bereits in den ersten Jahren. Im Gegenteil führte das bisweilen aggressive Vorgehen des französischen Bloc national zu einer festgefügten, deutsch-nationalistischen Haltung in weiten Teilen der Bevölkerung des Saargebiets. Der Saarbund, die Interessenvertretung für ein unabhängiges Saargebiet löste sich auf und die Zahl der an französische Schulen geschickten Kinder fiel auf einen Tiefststand. An der 1925 auch im Saargebiet begangenen Rheinischen Jahrtausendfeier, die zum Zeichen des nationalen Widerstands gegen die französische Besetzung des Rheinlands und des Saargebiets wurde, beteiligten sich dort mehr als 50.000 Menschen.
Als Reaktion auf die ständigen Proteste verstärkte der Völkerbund zunächst ab 1922 schrittweise seine Aufsicht über die Regierungskommission, ab 1924 erfolgten dort auch personelle Änderungen. So übernahm der in der Bevölkerung beliebte Kanadier George Washington Stephens den Vorsitz. Der als frankreich-freundlich geltende Däne Léon Albin Moltke-Huitfeldt wurde durch den Spanier Carlos Espinosa de los Monteros y Bermejillo ersetzt. Zum Vertreter des Saargebiets wurde 1924 der Vorsitzende des Landesrats, Bartholomäus Koßmann, ernannt.

#### Versuche einer deutsch-französischen Annäherung

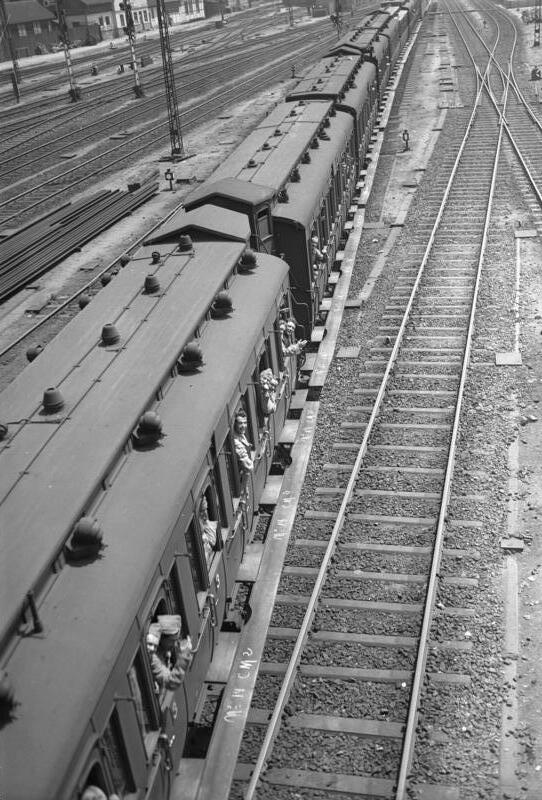
Die französischen Bahnschutztruppen, das letzte Kontingent französischer Besatzungstruppen im Saargebiet, ziehen 1930 ab

Ab der Mitte der 1920er Jahre besserte sich das politische Verhältnisse zwischen Deutschland und Frankreich kurzzeitig. Sowohl der deutsche Außenminister Gustav Stresemann als auch der französische Ministerpräsident Aristide Briand waren entschlossen, eine Revision des Versailler Vertrags zu erreichen. Neben vielen anderen Punkten stand hierbei auch die Aufhebung des Plebiszits im Saargebiet und eine vorzeitige Rückgabe an Deutschland zur Debatte. Letztlich fand diese Idee jedoch weder 1925 Eingang in die Verträge von Locarno noch 1929/30 in den Young-Plan. Allerdings zog Frankreich alle seine Besatzungstruppen aus dem Rheinland und auch aus dem Saargebiet ab.
Wenngleich das nordfranzösische Kohlerevier wieder instandgesetzt war und die französischen Stahlproduzenten ihre Konkurrenten im Saargebiet gerne im Zollausland gesehen hätten, gab es in Frankreich starke wirtschaftliche Interessen für eine Fortführung des Status quo. So war das Saargebiet zwischenzeitlich zum sechtsgrößten Handelspartner Frankreichs aufgestiegen und ein wichtiger Markt für dessen Konsumgüterindustrie. Insofern gab es starken Druck auf die französischen Regierungen, einer vorzeitigen Rückgabe nur dann zuzustimmen, wenn eine längerfristige Fortführung der seit 1925 geltenden Zollunion mit Frankreich ausgehandelt werden konnte. Auf deutscher Seite wiederum gab es starke Vorbehalte gegen jede längerfristige Fortschreibung der französischen Einflussnahme auf das Saargebiet. Dies galt umso mehr, als das Plebiszit angesichts der allgemeinen pro-deutschen Stimmung im Saargebiet mit großer Wahrscheinlichkeit ein klares Votum für die Rückübertragung ergeben würde.
Letztlich setzten sich auf beiden Seiten diejenigen nationalistischen Kräfte durch, die jede Form des Zugeständnisses an die andere Seite ablehnte. Ab etwa 1929/30 stellten sich beide Seiten auf die Durchführung des Plebiszits ein. Für Frankreich bestand als einzige realistische Option, für eine Beibehaltung des Status quo zu werben, mit dem Zollunion und die wirtschaftliche Anbindung an Frankreich fortbestehen würde. Die deutsche Seite war angesichts der Stimmung der Bevölkerung sehr zuversichtlich, dass sie bei der Volksabstimmung mit 95–99 % Zustimmung für eine Rückangliederung an Deutschland rechnen konnte, weswegen sie zu keinerlei Zugeständnissen für eine vorzeitige Rückgabe bereit war.

### Die Zeit des Nationalsozialismus (1933–1935)
Mit der Machtübernahme der NSDAP im Deutschen Reich in den ersten Monaten des Jahres 1933 änderte sich auch im Saargebiet die Situation grundlegend. Die „Einheitsfront“, also das gemeinsame Eintreten nahezu aller Parteien im Saargebiet für die Wiederangliederung an Deutschland, bröckelte erstmals seit 1920. Die im katholischen Saargebiet traditionell besonders starke Zentrumspartei, die SPD sowie die KPD wandten sich gegen die Nazi-Diktatur, behielten jedoch zunächst ihre Position, im Plebiszit für einen Wiederanschluss an Deutschland zu werben, bei. Angesichts der sich im Verlauf des Jahres 1933 im Deutschen Reich festigenden NS-Terrorherrschaft änderte die SPD im Herbst 1933 ihre Haltung und trat nun für eine Verschiebung des Plebiszits um 5–10 Jahre, und falls dies nicht möglich sei, für die Beibehaltung des Status quo ein. Die KPD, die ideologisch noch bis in das Jahr 1934 von einem bevorstehenden Zusammenbruch des Nationalsozialismus und einer im Anschluss erfolgreichen sozialistischen Revolution im Deutschen Reich ausging, änderte erst im Herbst 1934 ihre Position und traten nun ebenfalls für die – wenngleich befristete – Beibehaltung des Status quo ein.
Im November 1933 nahm das Deutsche Reich inoffiziell Kontakt zu Frankreich auf und versuchte auf eine sofortige Übergabe des Saargebiets ohne ein Plebiszit hinzuwirken. Allerdings stellte der französische Außenminister Joseph Paul-Boncour umgehend öffentlich klar, dass Frankreich kein Recht habe, die Vereinbarung des Versailler Vertrags abzuändern und dass das Plebiszit daher wie vereinbart abgehalten werden müsse.
Die anderen im Saargebiet relevanten und kleineren Parteien akzeptierten oder begrüßten hingegen die Beseitigung der Republik. Ab Mai 1933 kooperierten sie mit der NSDAP, im Juli schlossen sich die Deutsch-Saarländische Volkspartei, die Deutschnationale Volkspartei des Saargebietes sowie die Wirtschaftspartei mit ihr in der gemeinsamen Organisation Deutschen Front zusammen. Im Oktober, nach heftigen internen Auseinandersetzungen gab auch die Zentrumspartei des Saargebiets ihre Opposition auf und trat ebenfalls als Mitglied in die Deutsche Front ein. Alle diese Parteien lösten sich noch im Herbst 1933 selbst auf und gingen vollständig in der Deutschen Front auf. Zusammen mit der zunächst noch eigenständig auftretenden NSDAP setzten sie sich vorbehaltlos für einen Wiederanschluss an Deutschland ein. Schließlich ging die NSDAP im Saargebiet im Februar 1934 ebenfalls in der Deutschen Front auf und übernahm dort die nahezu unbeschränkte Kontrolle. Hatte die NSDAP noch im Februar 1932 nur zwei der 30 Sitze im Landesrat erringen können, war sie nun in geändertem Gewand die alles bestimmende politische Kraft im Saargebiet.
Neben den meisten Parteien schlossen sich ab Frühjahr 1933 auch viele Organisationen im Saargebiet der nationalsozialistischen Ideologie an oder ließen sich als Teil ihrer Mutter- oder Schwesterorganisationen im Deutschen Reich gleichschalten. Noch wichtiger war, dass sich von den 12.299 der Regierungskommission unterstellten Beamten – von denen nur 66 keine Deutschen waren – ein erheblicher Teil vereinnahmen ließ. Auf diese Weise formte die Deutsche Front bald einen Staat im Staate, dem viele Polizeibeamte, Bürgermeister, Richter, Stadträte, Post-, Telegraphen- und Finanzbeamte sowie Geistliche unter Missbrauch ihrer Amtsbefugnisse zuarbeiteten.
Daneben übten die Nationalsozialisten auch handfesten Zwang aus und bedrohten Andersdenkende. Neben dem „Ordnungsdienst“, der paramilitärischen Kampftruppe der Deutschen Front, waren auch SA und SS verdeckt im Saargebiet aktiv, verübten Gewalttaten und entführten Personen über die Grenze ins Deutsche Reich. Wer sich den Forderungen der Deutschen Front nicht vorbehaltlos anschloss, erlebte Behördenschikane, wurde boykottiert oder öffentlich als „Volksverräter“ angeprangert. Die Drohung, „1935 wird Vergeltung geübt“, war allenthalben anzutreffen. Weiterhin wurden die Bewohner des Saargebiets vielfach bedrängt, Mitglied der Deutschen Front zu werden. Allein in Saarbrücken gab es im Frühjahr 1934 über 800 Registrierungsstellen für die Deutsche Front, viele davon in Amtsstuben oder öffentlichen Einrichtungen. Beitrittsformulare waren zudem den meisten Zeitungen beigelegt und Werber, die von Tür zu Tür gingen, ergänzten den Druck. Letztlich war allen Saarländern klar, dass die Weigerung des Beitritts zur Deutschen Front zu politischer Verfolgung führen werde. Im Mai 1934 hatte die Deutsche Front über 455.000 Mitglieder. Das Ziel der nationalsozialistischen Politik war es, einen sofortigen Anschluss des Saargebiets an das Deutsche Reich ohne Plebiszit zu erzwingen.
Während im Rest des Deutschen Reichs der nationalsozialistische Terror und die politische Verfolgung einsetzte, blieben im Saargebiet die Grundrechte erhalten. Zum Ärger der Reichsregierung gewährte die Regierungskommission des Saargebiets Verfolgten zudem Schutz im Mandatsgebiet. Allerdings gerieten die bürgerlichen Freiheiten im Saargebiet unter ganz erheblichen Druck. Die Regierungskommission versuchte bereits früh mit einer Reihe von Verordnungen dagegenzuhalten, die sie mit der Notwendigkeit, ein faires, geheimes und freies Plebiszit im Jahr 1935 abzuhalten, begründete. So verbot sie verschiedene angebliche Wohlfahrtsorganisationen, die tatsächlich der Mittelbeschaffung verbotener faschistischer Vereinigungen diente. Diversen öffentlichen Einrichtungen, wie beispielsweise der Handelskammer wurde untersagt, sich zu politischen Fragen außerhalb ihres Wirkungskreises zu äußern. Sie erließ strengere Auflagen für die Einreise in das Saargebiet und eine sechstägige Voranmeldepflicht für politischer Veranstaltungen. Organisationen des Saargebiets mussten sich eigenständig organisieren, um nicht weisungsgebunden gegenüber Mutterorganisationen aus dem Deutschen Reich zu sein. Ein Empfangsverbot für den Rundfunk wurde erwogen, aber als nicht durchsetzbar verworfen.

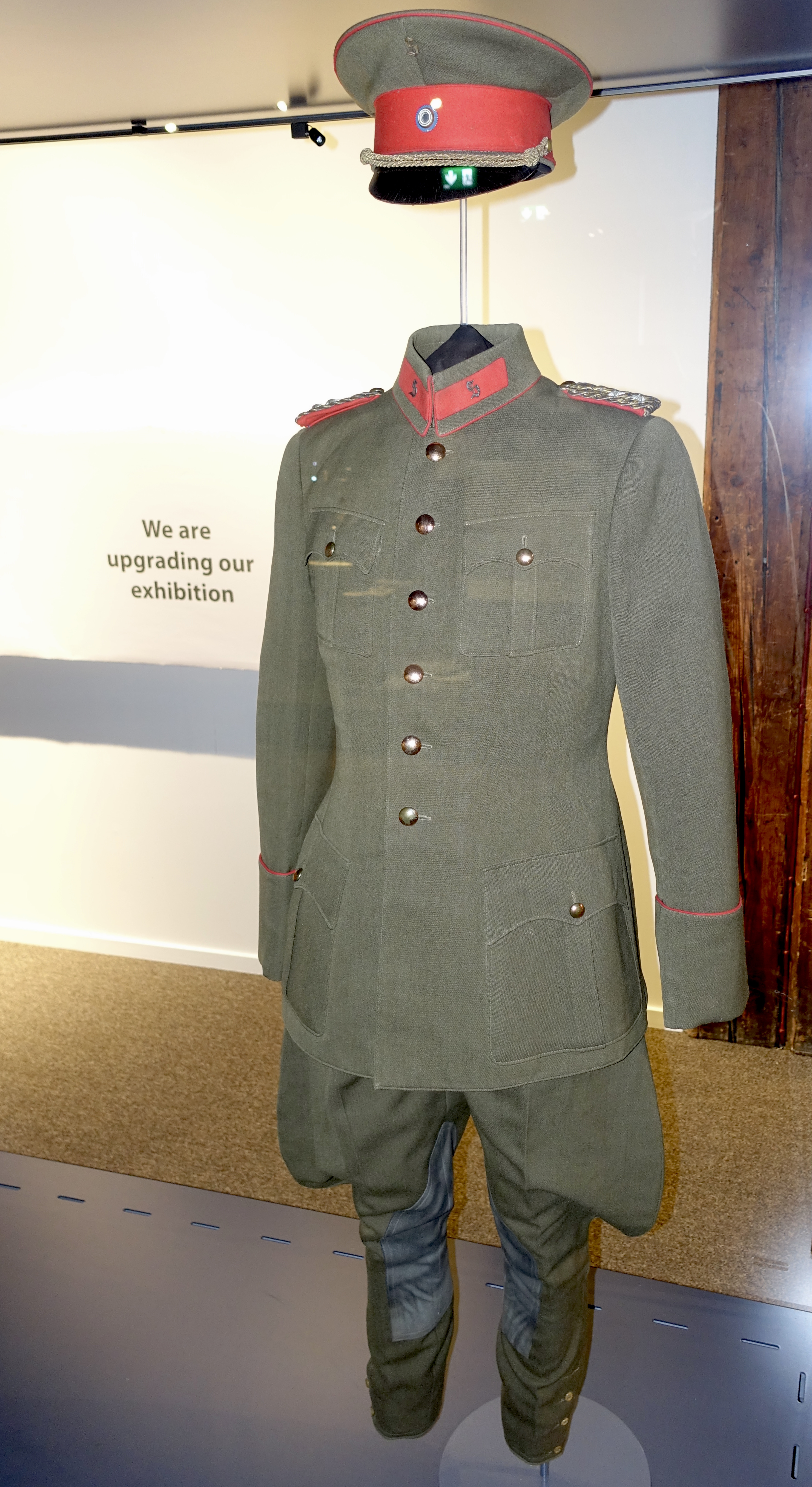
Uniform eines norwegischen Polizisten, der der Bitte der Regierungskommission um internationale Polizeikräfte im Saargebiet gefolgt war

Die Einschüchterung von Personen aufgrund ihrer politischen Einstellung, Religion oder Herkunft wurde mit Haftstrafen belegt und Betreiber von Gaststätten und öffentlichen Einrichtungen hatten Volksverhetzung in ihren Räumlichkeiten zu unterbinden. Auch gegen die Verbreitung verbotener Schriften wurde mit drastisch verschärften Geld- und Haftstrafen vorgegangen. Gleiches galt für den Missbrauch von Amtsprivilegien oder die Weitergabe von Informationen über Bürger des Saargebiets an eine ausländische Macht. Saarländischen Beamten waren bereits seit März 1933 persönliche Meinungsäußerungen im Rundfunk verboten. Es wurde ausdrücklich verboten, den Anschein zu erwecken, eine Organisation (konkret ging es um die Deutsche Front) übe Hoheitliche Befugnisse im Saargebiet aus. Zuletzt wurde das Beflaggen von Gebäuden und Straßen ohne ausdrückliche Erlaubnis der Regierungskommission untersagt. Wiederholt aber folgenlos beklagte sich die Regierungskommission bei der Reichsregierung und beim Völkerbund über das Auftreten der Deutschen Front und die äußerst aggressiven Äußerungen in deutschen Rundfunksender gegenüber der Regierungskommission des Saargebietes.
Trotz dieser Gegenmaßnahmen der Regierungskommission konnten die Nationalsozialisten im Saargebiet ein Klima der Angst und der Unterdrückung erzeugen. Das offene Eintreten gegen die Hitler-Diktatur oder gegen den Wiederanschluss an Deutschland im Plebiszit, war mit handfesten Risiken für Leib und Leben verbunden. Die größte Herausforderung für die Regierungskommission war der Mangel an Polizeikräften. Letztlich standen ihr im ganzen Saargebiet nur 100 Gendarme zur Verfügung, von denen viele als Spitzel für die Deutsche Front arbeiteten. Trotz Verbot standen allein dem Ordnungsdienst und der SA im Saargebiet mehrere tausend paramilitärisch organisierte Mann zur Verfügung. Laut Versailler Vertrag durfte die Regierungskommission zusätzliche Polizeikräfte nur im Saargebiet selbst anwerben, was angesichts der Situation kaum weiterhalf. Es wäre zudem zulässig gewesen, Frankreich offiziell um die Entsendung von Truppen zu Bitten, was die französische Regierung jedoch um jeden Preis vermeiden wollte. Zuletzt entschied sich die Regierungskommission, das dringend benötigte Personal aus dem Kreis der ins Saargebiet gekommenen Exilanten, wie beispielsweise dem Berliner Kriminalkommissar Hertwig Machts oder dem ehemaligen Oberregierungsrat Heinrich Ritzel, zu rekrutieren.

### Saarabstimmung

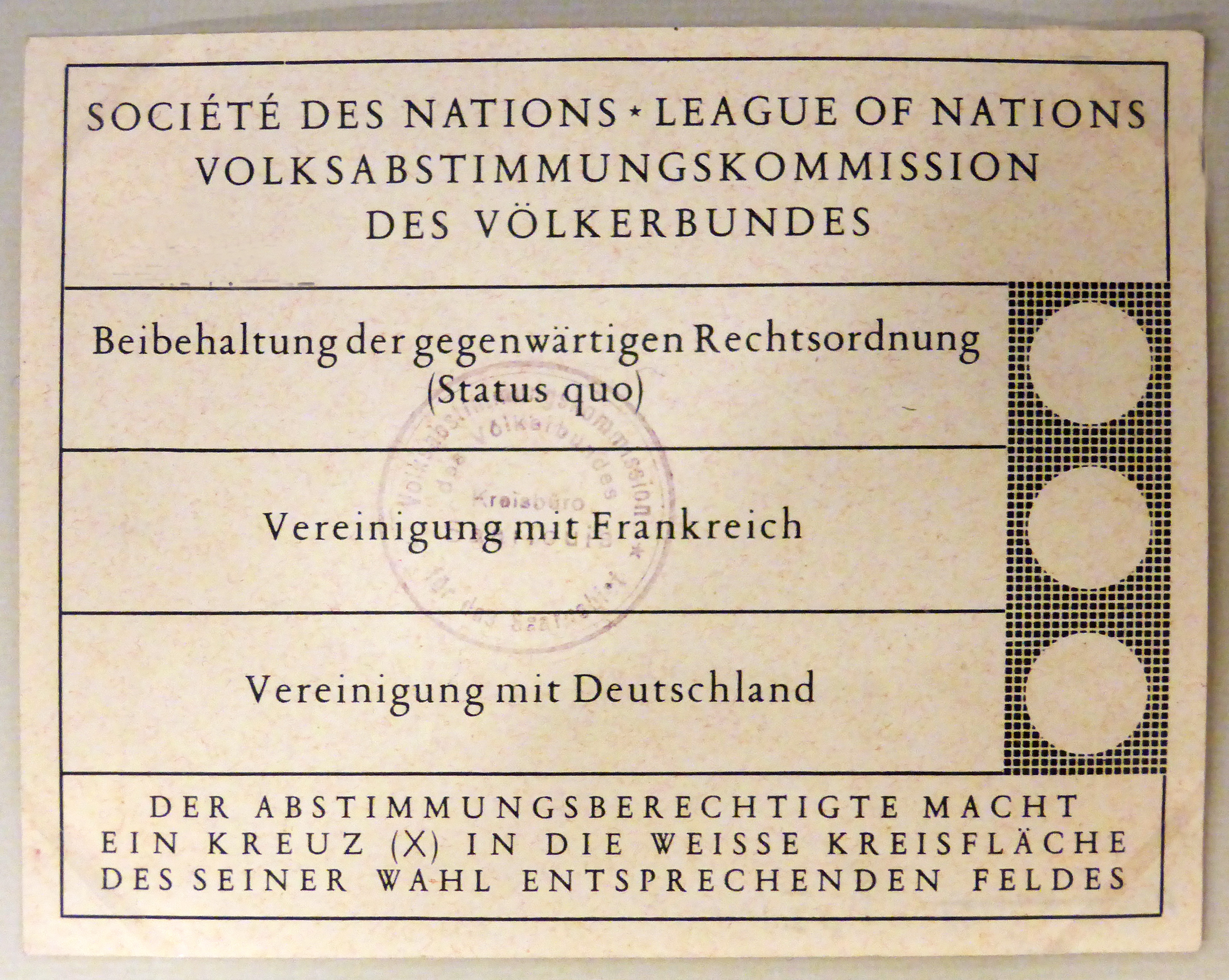
Stimmzettel zur Saarabstimmung am 13. Januar 1935

Die Abstimmungszeit begann im Saargebiet mit dem Eintreffen, der vom Völkerbund eingesetzten, Plebiszitkommission am 1. Juli 1934. Einerseits war dadurch eine unparteiliche und fairen demokratischen Spielregeln entsprechende Organisation der Volksabstimmung gewährleistet. Die extrem aggressive Propaganda der Deutschen Front und per Rundfunk aus dem Deutschen Reich, sowie Gewalttaten und Entführungen von Oppositionellen durch die SA, die SS und der Gestapo, führten jedoch im Abstimmungskampf zu deutlichen Einschränkungen. Die Regierungskommission versuchte in enger Abstimmung mit der Plebiszitkommission durch eine große Anzahl von Verordnungen die öffentliche Ordnung und eine faire Abstimmung sicherzustellen. Gleichwohl gelang ihr dies nur zu einem Teil. Dies lag einerseits an der viel zu kleinen Gendarmerie des Saargebiets, die nur ein paar hundert Mann stark und dem viele zehntausend Mann starken Ordnungsdienst der Deutschen Front daher nur wenig entgegensetzen konnte. Andererseits unterstützte ein Großteil der im Saargebiet tätigen Beamten unter Verletzung ihres Amtseids die Deutsche Front. Ab Dezember 1934 wurde die Regierungskommission durch eine Internationale Truppe unterstützt, denen Infanterie mit Panzerwagen aus dem Vereinigten Königreich, Italien, Schweden und der Niederlande angehörten.
Der Versailler Vertrag sah drei Optionen für die Abstimmungsentscheidung vor:
1. Beibehaltung der gegenwärtigen Rechtsordnung (Status quo)
2. Vereinigung mit Frankreich
3. Vereinigung mit Deutschland

Für die erste Option, die Beibehaltung des Status quo hatte niemand konkrete Planungen angestellt, der Völkerbund selbst äußerte sich diplomatisch unverbindlich. Das Saargebiet würde seine wirtschaftliche Verflechtung mit Frankreich (Zollunion, Verwendung des französischen Franc) aufrechterhalten, aber weiterhin in eine Art Zwischenzustand ohne klare nationale Zugehörigkeit ein Zankapfel zwischen Frankreich und Deutschland bleiben. Die anti-faschistischen Kräfte, allen voran die SPD, warben für diese Option, sahen sie jedoch selbst nur als eine Art zeitlich begrenzte Zwischenlösung. Man würde den Status quo für höchstens weitere 15 Jahre fortsetzen, so die Auffassung der SPD, und dann nach dem erhofften Niedergang des Hitler-Faschismus in einem zweiten Referendum über den Wiederanschluss an ein dann demokratisches Deutschland abstimmen.
Die zweite Option, der Anschluss an Frankreich, hatte keine praktische Bedeutung mehr. In Frankreich selbst hatte man bereits Mitte der 1920er Jahre jede Hoffnung auf eine allmähliche Annäherung des Saargebiets an Frankreich aufgegeben. Entsprechend wurde für diese Option von niemandem geworben, auch Frankreich unterstützte diskret die „Status-quo“-Kräfte. Die dritte Option bedeutete, mit Deutschland zugleich Hitler zu wählen. Eine Aussicht, für die nahezu alle, nun in der Deutschen Front gleichgeschalteten politischen Kräfte im Saargebiet warben.
Der Abstimmungskampf (von den Nationalsozialisten zum „Saarkampf“ stilisiert) wurde mit allen verfügbaren politischen, künstlerischen und medialen Mitteln geführt. Insbesondere dem Rundfunk kam dabei eine überragende Bedeutung zu. Unter der Leitung des Reichspropagandaministerium wurden das Saargebiet betreffende Inhalte zentral redaktionell betreut und in alle Programme mit eingespielt. Zugleich war seit 1933 gezielt die Zahl der Hörfunkhörer im Saargebiet durch eine entsprechende Kampagne erhöht worden: „Willst du etwa nicht Rundfunkhörer sein, wenn unser Führer zu allen Deutschen spricht?“ Durch unter anderem kostenlose Verteilung von Volksempfängern im Saarland und in zahlreichen Sendungen wurde die Zugehörigkeit des Saargebiets zu Deutschland betont. Auf diese Weise erwies sich die mediale Präsenz der Deutschen Front die der Einheitsfront als weit überlegen. Im Zuge weiterer von Joseph Goebbels geleiteter Kampagnen der NS-Propaganda wurden 1.500 Versammlungen und Kundgebungen durchgeführt sowie über 80.000 Plakate eingesetzt. Die Alternative zur Rückkehr nach Deutschland sei fortgesetzte Massenarbeitslosigkeit, wirtschaftliche Ausbeutung durch Frankreich und die Fortsetzung der Fremdherrschaft.
Die Hitlergegner sahen die bevorstehende Abstimmung als Chance eines Denkzettels gegen Hitler. Dem in den Veranstaltungen unzählige Male gesungenen Saarlandlied Deutsch ist die Saar von Hanns Maria Lux stellte Bertolt Brecht das Lied Haltet die Saar, Genossen! entgegen, das von Hanns Eisler vertont wurde. Gustav Regler schrieb den oppositionellen Roman Im Kreuzfeuer. Obwohl viele international bekannte Persönlichkeiten die Politik der Beibehaltung des Status quo unterstützten, war die Status-quo-Politik der Einheitsfront aus der SPD unter Max Braun, KPD unter Friedrich Pfordt, einer Minderheit der bisherigen Zentrumspartei um Johannes Hoffmann und linkssozialistischen und autonomistischen Splittergruppen aufgrund der Stärke der die Wiedervereinigung befürwortenden Kräfte zum Scheitern verurteilt.

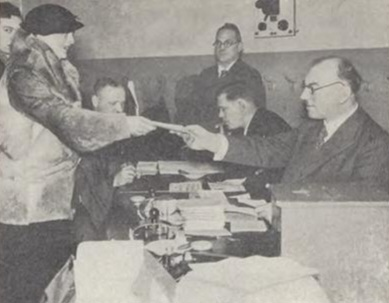
Eine Abstimmungsberechtigte bei der Stimmabgabe

Das Ergebnis der Volksabstimmung am 13. Januar 1935 wurde am 15. Januar morgens um 8:15 per Live-Übertragung in deutsch, französisch und englisch im Radio verkündet. Das Ergebnis lautete:
|                                                                     | Stimmen | %      |
| ------------------------------------------------------------------- | ------- | ------ |
| Status quo                                                          | 46.613  | 8,86   |
| Vereinigung mit Frankreich                                          | 2.124   | 0,40   |
| Vereinigung mit Deutschland                                         | 477.089 | 90,73  |
| ungültig/leer                                                       | 2.197   | 0,42   |
| Summe                                                               | 528.105 | 97,88  |
| Stimmberechtigte                                                    | 539.541 | 100,00 |
| Quelle: League of Nations: Saar Territory. Result of the Plebiscite |         |        |

Am 16. Januar 1935 gab Hitler auf dem Obersalzberg dem amerikanischen Journalisten Pierre Huss ein Interview, in dem er sagte: „Das Abstimmungsergebnis erfüllt mich […] wie jeden einzelnen meiner Mitarbeiter mit unendlichem Stolz auf das deutsche Volk. Es ist zugleich eine nachträgliche Verurteilung des Friedensvertrages von Versailles in wahrhaft geschichtlichem Ausmaß.“ Als Reaktion begrüßte die US-Regierung „die Erklärungen Adolf Hitlers wärmstens, da sie zu einer optimistischen Betrachtung der künftigen europäischen Entwicklung“ berechtigten. In Frankreich machte man sich hingegen weniger Illusionen und glaubte nicht, Hitler verzichte fortan auf alle territorialen Ansprüche in Europa.

### Rückgliederung an Deutschland
Mit dem 18. Februar 1935 wurde das Saargebiet in das deutsche Zollgebiet aufgenommen und die Reichsmark als Währung neben dem französischen Franc eingeführt.
Dem Volkswillen entsprechend verfügte der Völkerbundsrat die Rückgliederung mit Wirkung zum 1. März 1935. Gegen eine Zahlung von 900 Millionen Goldfranken erwarb das Deutsche Reich das Eigentum an den Saargruben zurück, die Reichsmark wurde nun alleiniges Zahlungsmittel. Am selben Tag hielt Hitler eine Ansprache in Saarbrücken. Er nannte den Tag einen „Glückstag für die ganze Nation“ und erklärte, er hoffe, das Verhältnis zu Frankreich werde sich durch die Regelung des Saarproblems endgültig bessern.
Nach dem deutlichen Mehrheitsergebnis flohen vier- bis achttausend Hitlergegner nach Frankreich oder in andere Länder. Für das nationalsozialistische Regime brachte die Rückkehr des Saargebietes einen beträchtlichen Prestigegewinn.
Im Deutschen Reich wurde das Gebiet nicht wieder an Preußen und Bayern zurückgegliedert, sondern unter dem Namen Saarland einem Reichskommissar unterstellt (Reichsland Saarland). Josef Bürckel wurde am 11. Februar 1935 zum Reichskommissar für die Rückgliederung des Saargebiets ernannt; ab dem 17. Juni 1936 hieß der Titel des Behördenleiters Reichskommissar für das Saarland. Bürckel bekleidete den Posten des Reichskommissars bis zum 31. März 1941.
Die Saarländer waren bei der Reichstagswahl vom 29. März 1936, die den Charakter einer Scheinwahl hatte, wahlberechtigt.
Der bereits seit 1926 bestehende Parteigau Saar ging in der deutschlandweiten, parteiinternen Organisation der NSDAP nach kurzer Zeit im Gau Pfalz-Saar (1935 bis 1936), später Gau Saarpfalz (1936 bis 1940) bzw. Gau Westmark (1940 bis 1945) auf. Gauleiter war gleichfalls Josef Bürckel.

### Weitere Entwicklung
Am 7. Juli 1945, nach dem Zweiten Weltkrieg, übergaben die amerikanischen Militärbehörden das Saargebiet Frankreich zur Verwaltung. Es wurde Teil der französischen Besatzungszone. Frankreich nahm nun eine politische und verwaltungstechnische Neuordnung seiner Zone vor, die aus Teilen der amerikanischen und der britischen Besatzungszone zusammengestückelt worden war. Im April 1946 wurde das Land Rheinland-Pfalz gebildet, wobei etliche Gemeinden zum Saargebiet kamen (siehe Liste der 1946 vom Anschluss an das Saarland betroffenen Gemeinden). Das Saarland wurde zu einem der fünf (später vier) Bezirke der französischen Zone. Frankreich löste es wirtschaftlich aus seiner Besatzungszone heraus, um vor allem dessen Kohleindustrie in die eigene Wirtschaft einzugliedern. Am 11. Juli 1946 stimmten Großbritannien und die USA auf der Pariser Außenministerkonferenz, bei der die Frage nach der wirtschaftlichen Einheit Deutschlands im Mittelpunkt stand, dieser Lostrennung der Saar vom deutschen Wirtschaftssystem zu. Im Dezember 1947 beschloss der saarländische Landtag eine neue Verfassung für das Saarland, in der es als „autonomes, demokratisches und sozial geordnetes, wirtschaftlich an Frankreich angeschlossenes Land“ bezeichnet wurde. Im Rahmen der französischen Militärregierung für Deutschland wurde es einer eigenen Behörde unterstellt. Die Beziehungen des Saarlandes zu Frankreich regelte ein Vertrag, in dem es als Staat anerkannt wurde, „der in einer Art wirtschaftlichem Protektoratsverhältnis zu Frankreich steht“. Dieser Sonderstatus des nunmehr (teil-)autonomen Saarlandes dauerte bis zum 31. Dezember 1956.